# Beauveria bassiana
Beauveria bassiana je entomopatogena gliva, ki se v naravi pojavlja v zemlji po celem svetu in deluje kot parazit na različnih vrstah členonožcev. Zaradi teh lastnosti se uporablja kot biološki insekticid v biološkem nadzoru škodljivcev, predvsem pri zatiranju termitov, resarjev, ščitkarjev, listnih uši in raznih hroščev. Zaenkrat se še preučuje možnost uporabe te glive pri zatiranju posteljnih stenic in komarjev mrzličarjev.

## Taksonomija in odkritje
Glivo je leta 1835 opazil italijanski entomolog Agostino Bassi in sicer na obolelih gosenicah sviloprejke. 

## Uporaba v kmetijstvu
Z umetnim namnoževanjem te glive in njenim nanosom na poljščine so kasneje poskušali zatirati pesno stenico, žitne stenice, sivo breskovo uš, koloradskega hrošča, koruzno veščo, različne sovke, gosenice belinov, jabolčnega zavijača in kaparje v rastlinjakih. 
Prve poskuse zatiranja koloradskega hrošča z B. bassiana sta začela leta 1953 na Češkem Kiel in Neubauer, kasneje pa so imenovano glivo preizkušali proti koloradskemu hrošču tudi drugi. Ugotovili so, da je gliva učinkovita v prvih dveh levitvenih fazah ličink, včasih tudi v tretji, medtem ko starejših ličink in hroščev ne prizadene. V ZDA so izvajali s pet-kratnim tretiranjem ene generacije koloradskih hroščev s 5 x 1013 trosov/ha dosegli 53-79-odstoten učinek.